# 於保不二雄
於保 不二雄（おほ ふじお、1908年（明治41年）1月22日 - 1996年（平成8年）1月14日）は、日本の法学者。専門は民法。京都大学名誉教授。学位は、法学博士（京都大学・1955年）。山口県下関市出身。弟子に奥田昌道など。

## 人物
- 「財産管理権序説」で財産の帰属と管理を分離することを説き、賛否両論を巻き起こしたが受け入れられ、民法の各分野にわたる解釈体系を打ち立てた。
- 京都大学生による市民法律相談会を支援するなど、法律学の社会貢献に尽くした。

## 略歴
- 1932年 京都帝国大学法学部卒業
- 1935年1月 京都帝国大学法学部助教授（民刑事法専攻　民事法講座）
- 1943年9月 京都帝国大学法学部教授（民刑事法専攻　民事法講座）
- 1947年2月 京都帝国大学評議員（1949年2月まで）
- 1954年
  - 3月 京都大学評議員（1956年3月まで）
  - 「財産管理権序説」で財産の帰属と管理を分離することを説く。
- 1955年3月 法学博士（京都大学）（学位論文「財産管理権論序説」）
- 1959年1月 京都大学法学部長（1960年12月まで）
- 1971年3月 京都大学退官
- 1971年4月 京都大学名誉教授
- 1996年1月 肺癌のため、京都市の自宅で死去。87歳。

## 叙勲歴
- 1995年、文化功労者

## 著作
- 『相続法』（1949年）
- 『財産管理権序説』（1954年）
- 『債権総論』（1959年）・新版（有斐閣法律学全集、1972年）
- 『物権法（上）』（1966年）
- 『民法学の基礎的課題（上）』（1971年）
- 『親子』
- 『民法総則講義』
- 『注釈民法（4）』奥田昌道と編纂
- 『民法概説（3）親族・相続』（1966年）谷口知平と共著

他